# Microptilotis
Microptilotis és un dels gèneres d'ocells de la família dels melifàgids (Meliphagidae), que forma part de l'ordre dels passeriformes.
D'acord amb la classificació del Congrés Ornitològic Internacional (versió 10.2, 2020) aquest gènere està format per 10 espècies:
- Microptilotis albonotatus[1] - menjamel de matollar.
- Microptilotis orientalis[1] - menjamel muntanyenc.
- Microptilotis analogus[1] - menjamel imitador.
- Microptilotis montanus[1] - menjamel boscà.
- Microptilotis mimikae[1] - menjamel del Mimika.
- Microptilotis cinereifrons[1] - menjamel elegant.
- Microptilotis gracilis[1] - menjamel gràcil.
- Microptilotis imitatrix[1] - menjamel críptic.
- Microptilotis vicina[1] - menjamel de Tagula.
- Microptilotis flavirictus[1] - menjamel rialler.